# 木下成太郎

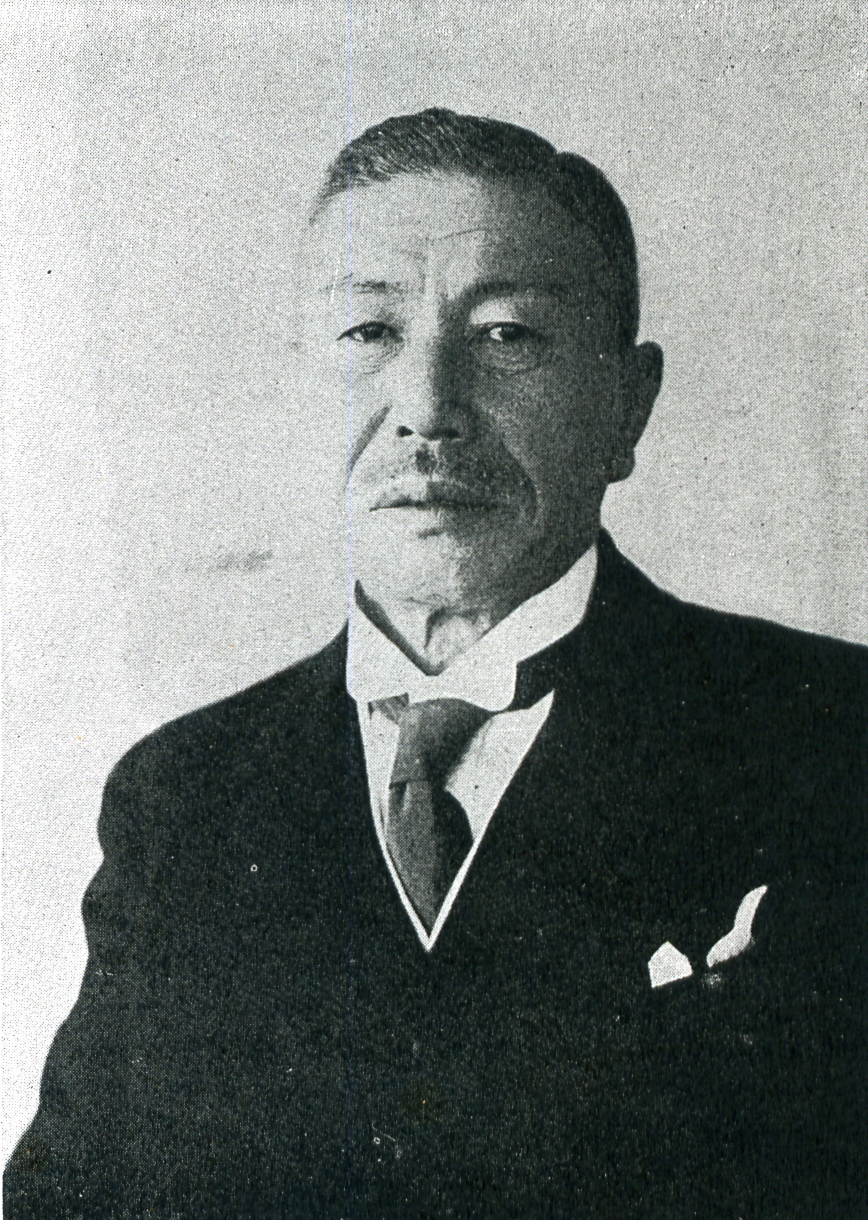
木下成太郎

木下 成太郎（きのした しげたろう、1865年9月21日（慶応元年8月2日） - 1942年（昭和17年）11月13日）は、日本の実業家、政治家。衆議院議員。

## 経歴
但馬国豊岡藩家老・木下弥八郎の長男として生まれる。宝林義塾で漢学を修め、さらに大学予備門で学んだ。自由民権運動に加わり自由党に加入。1887年12月、保安条例により東京外三里に追放され、父が在住していた北海道室蘭に渡った。その後、厚岸町に移り農業、農牧業を経営。また、厚岸がヨードの原料である昆布の産地であったことから、ヨードの製造に着手し、1891年にバラサン岬に製造所を設け、日本で初めてヨードの国産化に成功した。厚岸町会議員、徴兵参事員、北海道会議員（2期、釧路支庁選出）、水産組合長、漁業組合取締役などを歴任し、『厚岸新聞』や雑誌『蝦夷の燭』の創刊にも関わった。
1912年5月の第11回衆議院議員総選挙で北海道根室外三支庁管内から出馬し当選。以後、第14回、第16回から第20回（第19回は繰上）までの総選挙で当選し、衆議院議員を通算七期務め、立憲政友会総務となる。政友会では、大木遠吉と共に原敬を支え、北海道の開拓事業に関しても、大きな役割を果たした。また、大東文化協会、帝国美術学校（現武蔵野美術大学）の創設に参画した。
天皇機関説に反対し美濃部達吉攻撃の先鋒となった。一方、戦争の拡大には反対し、東條内閣の打倒を画策した。
晩年は札幌市や東京都に住み、1942年11月に死去。札幌の中島公園に本人の銅像と父弥八郎の顕彰碑がある。

## 著作
- 『大正政変を顧みて』木下成太郎、1914年。
- 『東亜指導者養成機関としての大学設立に関する建議案説明』木下成太郎、1939年。

## 伝記
- 山下竜門『北海の太閤木下斗南』木下成太郎氏伝記刊行会、1935年。
- 木下成太郎先生伝刊行会編『木下成太郎先生伝』木下成太郎先生伝刊行会、1967年。